# 1862 Apolon
1862 Apolon (mednarodno ime 1862 Apollo) je asteroid tipa Q. Odkril ga je Karl Wilhelm Reinmuth v letu 1932. Pozneje so ga izgubili, našli so ga zopet leta 1973. Poimenovan je po bogu Apolonu iz grške mitologije. Je prvi odkriti predstavnik Apolonskih asteroidov. Prečka tirnico Venere in Marsa. Bil je tudi prvi asteroid za katerega se je vedelo, da prečka tirnico Zemlje.
Asteroid 1862 Apolon ima tudi svojo luno. Odkrita je bila 4. novembra 2005 na Observatoriju Arecibo z radarskim opazovanjem.. Njeno začasno ime je  S/2005 (1862) 1. Luna asteroida Apolona ima premer samo 80 m, kroži pa po tirnici, ki ima polmer 3 km.